# Spragueia velata
Spragueia velata är en fjärilsart som beskrevs av John Kern Strecker 1898. Spragueia velata ingår i släktet Spragueia och familjen nattflyn. Inga underarter finns listade i Catalogue of Life.